# 撞臉
撞臉（英語：Look-alike），又稱陌生人雙胞胎，是指一個人的長相，相似於另一個沒有血緣關係的人。撞臉的成因，有的是先天，也有的是後天的化妝、打光、整形、修圖、拍照角度或著是捏造消息等等；無論是先天或後天，雙方長相不可能長得完全一模一樣。

## 報章雜誌報導過的例子
- 伊隆·馬斯克與馬一龍[2]
- 貓王和謝爾·艾維斯（英语：Kjell Elvis）。[3]
- 梵谷和羅伯特·雷諾茲（Rebert Reynolds）。[4]
- 馬克·祖克柏和格奥尔格·彭茨（英语：Georg Pencz）及費利佩四世的年輕時期（1623年）。[5]
- 布萊德·彼特和赫曼·羅夏克。[5]
- 亞歷·鮑德溫和米勒德·菲爾莫爾。[5]
- 珍妮佛·勞倫斯和祖拜達·莎爾娃特。[5]
- 泰勒絲和蘿絲·尼可拉斯。[6]
- 陳漢典和李蕙鈞。[7]
- 郭書瑤和木村拓哉的年輕時期。[8][9]
- 許效舜和越南山神。[10]
- 毛澤東和陳燕。[11][12]
- 孫中山和葉重順。[13]
- 蔣中正和李登科。[14][15]
- 馬英九和馮紹峰。[16]
- 歐巴馬和伊利哈姆·安納斯。[17]
- 普丁和羅元平。[18][19]
- 屈中恆、宋少卿、鈕承澤。[20]
- 周星馳和焦閃州。[21]
- 徐錦江和克里斯·海姆斯沃斯。[22]
- 郭雪芙和島崎遙香。[23]
- 黎明和林国斌。[24]